# РДС-7
РДС-7 (кодовое название «Дурак») — советская атомная бомба имплозивного типа с ядром из 235U. Разработана в начале 1950-х в КБ-11 параллельно с РДС-6с; но в отличие от РДС-6с, РДС-7 никогда не испытывалась, так как расчёты учёных не вызывали никаких сомнений в работоспособности заряда. Вес бомбы составлял 4,6 тонны, ядро заряда содержало несколько десятков килограммов 235U (обогащённого до 90-75%). По сути, бомба являлась аналогом американской Mk-18, испытанной в 1952 в операции «Ivy». В зависимости от массы урана номинальная мощность заряда составляла 0,5-1 Мт.
РДС-7 имела несколько преимуществ перед РДС-6с:
- не было необходимости в тритии;
- период полураспада 235U — свыше 700 миллионов лет, что делало срок службы бомбы практически неограниченным.